# Bucșa (okręg Bacău)
Bucșa – wieś w Rumunii, w okręgu Bacău, w gminie Răchitoasa. W 2011 roku liczyła 38 mieszkańców.